# Трематопіди
Трематопіди (Trematopidae) — родина викопних земноводних ряду Темноспондили (Temnospondyli) надродини Dissorophoidea.  Це земноводні, що пристосовані до наземного способу життя. У воду вони повертались лише для розмноження.  Родина виникла у карбоні понад 300млн років тному у Північній Америці.

## Роди
- Acheloma
- Actiobates
- Anconastes
- Fedexia
- Mordex
- Phonerpeton
- Rotaryus
- Tambachia